# Московский государственный строительный университет
Национа́льный иссле́довательский Моско́вский госуда́рственный строи́тельный университе́т (НИУ МГСУ; до 1993 года — Моско́вский инжене́рно-строи́тельный институ́т им. В. В. Ку́йбышева) — высшее учебное заведение в Москве, основанное в 1921 году; один из ведущих в России университетов в инженерно-строительной области, с 2010 года обладающий статусом (категорией) национального исследовательского университета.
Полное наименование — Федеральное государственное бюджетное образовательное учреждение высшего образования «Национальный исследовательский Московский государственный строительный университет».

## История
Первая в России специализированная архитектурно-строительная школа была создана в 1749 году князем Д. В. Ухтомским. В школе Ухтомского обучались такие мастера, как Матвей Казаков, Иван Старов, Александр Кокоринов.
В 1804 году было создано Кремлёвское училище, ставшее впоследствии Московским дворцовым архитектурным училищем, из стен которого выходили архитекторы-практики, получающие при выпуске звание архитектурного помощника и чин ХIV класса (коллежский регистратор).
В значительной степени становлению в Москве высшего строительного образования способствовал опыт, накопленный на Первых Московских строительных курсах, основанных инженером Михаилом Капитоновичем Приоровым в 1897 году.
В 1902 году архитектор И. А. Фомин организовал Первые женские строительные курсы, а в 1905 году архитектор и археолог Николай Владимирович Марковников (1869—1942 гг.) основал Первые женские технические и строительные курсы.
В 1909 году курсы Фомина и Марковникова объединились и в 1916 году они были преобразованы в Женский Политехнический институт с архитектурно-строительным отделением, основателем которого был также Н. В. Марковников. Выпускницы института получали звания инженера-архитектора и инженера-строителя.
В 1907 году в Москве появилось товарищество Среднее строительное училище, основанное группой из 14 человек. Членами товарищества были инженеры, архитекторы, педагоги: В. Н. Образцов, Е. Р. Бриллинг, И. В. Рыльский, Н. А. Алексеев, Н. В. Марковников и др. Организатором товарищества и бессменным директором Среднего строительного училища до 1918 года был Владимир Николаевич Образцов (1874—1949 гг.), который сыграл важную роль и в процессе становления вуза. В. Н. Образцов — академик АН СССР с 1939 г., дважды (1942, 1943 гг.) лауреат Государственных премий СССР.
В 1907—1916 гг. в училище было четыре отделения: архитектурно-строительное, гидротехническое, культурно-техническое и дорожно-строительное.
В 1914 году в училище обучалось 442 человека (для сравнения в 1908 году — 18 человек), работало 33 преподавателя.
В 1917 году училище преобразуется в Среднее политехническое, с правами государственных учебных заведений.
В 1919 году Среднее политехническое училище преобразуется в Первый московский строительный техникум, который в 1920 году был приравнен во всех правах к втузам.
В 1918 году в Московском высшем техническом училище (МВТУ) создаётся инженерно-строительный факультет.
Основные этапы формирования головного вуза строительного образования и науки России приходятся на период окончания Гражданской войны в России.
В 1921 году в числе 28 новых вузов страны Наркомпросом РСФСР был основан Московский практический строительный институт, первым директором которого был Захар Нестерович Шишкин (1878—1948 гг.). Этот год и принято считать годом основания МИСИ-МГСУ.
Одновременно приступил к подготовке кадров и 2-й Московский практический институт городского и сельского благоустройства им. А. И. Герцена.
В 1922 году оба вуза были объединены в Московский практический строительный институт.
В 1923 году Московский практический строительный институт был объединён с Московским институтом гражданских инженеров (МИГИ).
В августе 1924 году институт вошёл в состав инженерно-строительного факультета МВТУ, который в 1930 году был вновь реорганизован в Высшее инженерно-строительное училище (ВИСУ).
25 декабря 1932 года приняло решение о преобразовании c апреля 1933 года учебно-строительного комбината и ВИСУ в единый Московский инженерно-строительный институт (МИСИ) с рабфаком при нём. Это название вуз носил до 1993 года, то есть ровно 60 лет.
К 1933 году в институте обучалось более 5 тысяч студентов, профессорско-преподавательский состав насчитывал около 600 человек.
В 1930-е годы в МИСИ работают выдающиеся педагоги и учёные с мировыми именами: Н. Н. Абрамов, В. З. Власов, А. В. Волженский, Н. Н. Гениев, М. М. Гришин, Ф. Ф. Губин, Н. Н. Джунковский, А. И. Добряков, Н. Г. Домбровский, П. Н. Каменев, П. Л. Пастернак, И. М. Рабинович, К. В. Сахновский, Л. А. Серк, И. Е. Скрябин, Е. Ф. Страментов, Н. С. Стрелецкий, Н. А. Цытович, М. М. Щеголев и другие.
В 1935 году МИСИ было присвоено имя революционера, одного из советских вождей, руководителя Госплана СССР Валериана Владимировича Куйбышева.
В 1951—1958 годах в МИСИ проектирование, рисунок и живопись преподавал выдающийся советский архитектор К. С. Мельников, получив в конце 1952 года звание профессора.
В 1965 году в МИСИ были открыты курсы повышения квалификации, на которых уже в первый год их существования прошли переподготовку 460 человек.
В 1966 году курсы были реорганизованы в факультет повышения квалификации (ФПКС) руководящих работников строительных организаций. Ежегодно количество слушателей достигало 900 человек.
В 1978 году по решению Минвуза СССР совместно со строительными ведомствами и Моссоветом факультет повышения квалификации МИСИ получил новый статус — он был преобразован в Центральный межведомственный институт повышения квалификации строителей (ЦМИПКС) при МИСИ. В 1980 году ЦМИПКС создал 5 филиалов: в Алма-Ате, Ереване, Киеве, Волгограде и Иркутске.
ЦМИПКС активно сотрудничал в области методики переподготовки и повышения квалификации кадров строителей с девятью зарубежными родственными учебными заведениями, успешно обмениваясь с ними опытом работы. За период с 1968 по 1982 годы в ЦМИПКС повысили квалификацию около 81 тысячи специалистов.
В 1988 году на базе МИСИ было создано учебно-методическое объединение (УМО) по инженерно-строительным специальностям. В него вошли 28 строительных вузов и около 100 индустриальных, политехнических, технологических вузов бывшего СССР, в которых имелись инженерно-строительные факультеты.
Наряду с учебно-методическим объединением в 1991 году при МИСИ была создана Ассоциация строительных вузов (АСВ).
В 1993 году статус вуза вновь изменился. Постановлением Совета Министров Российской Федерации от 15 июня 1993 года № 459, приказом Государственного комитета РФ по высшему образованию от 21.06.1993 г. № 41 Московский инженерно-строительный институт им. В. В. Куйбышева был переименован в Московский государственный строительный университет.
По итогам федерального конкурса и в соответствии с Распоряжением Правительства РФ от 20 мая 2010 года № 812-р МГСУ вошёл в число 15 победителей конкурсного отбора программ развития университетов, в отношении которых устанавливается категория «национальный исследовательский университет».
9 августа 2013 года МГАКХиС (Московская государственная академия коммунального хозяйства и строительства) была расформирована и вошла в состав Московского государственного строительного университета.

## Деятельность
Одно из отраслевых высших учебных заведений по программе «Стратегическое партнёрство архитектурно-строительных образовательных учреждений РФ».
В нынешнем составе МГСУ насчитывает 7 институтов, 62 кафедры (43 выпускающих), 30 научных лабораторий, 10 специализированных и экспертных центров, 2 научно-исследовательских института.
МГСУ готовит инженеров всех форм обучения по 21 специальности, бакалавров и магистров по 7 направлениям, кандидатов и докторов наук по 40 специальностям.
В 2023 году университет занимал 75 место в списке крупнейших университетов России по количеству студентов, по данным мониторинга Министерства науки и высшего образования Российской Федерации в 2023 году обучалось 12 683 чел.

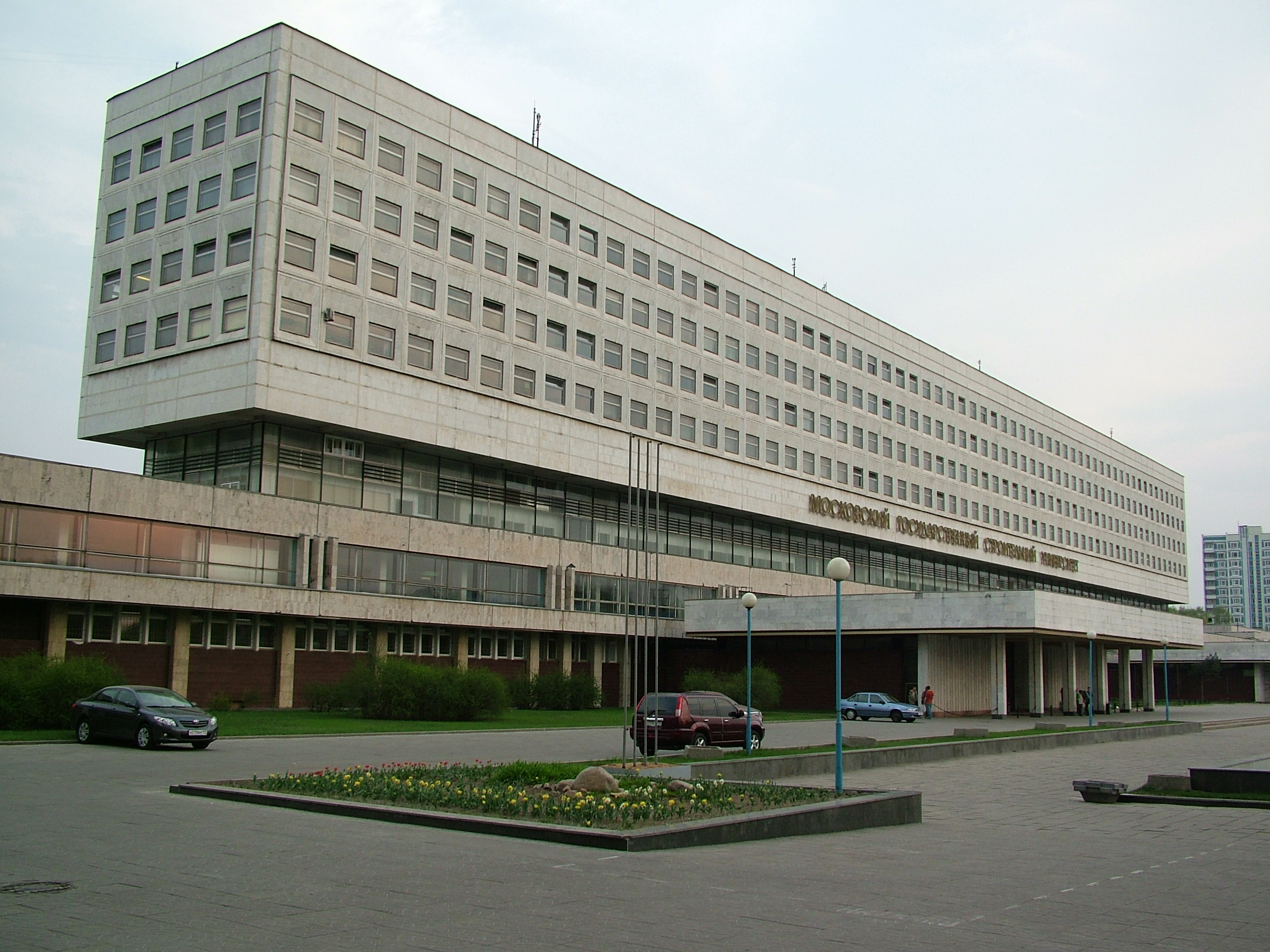
Корпус младших курсов (КМК)
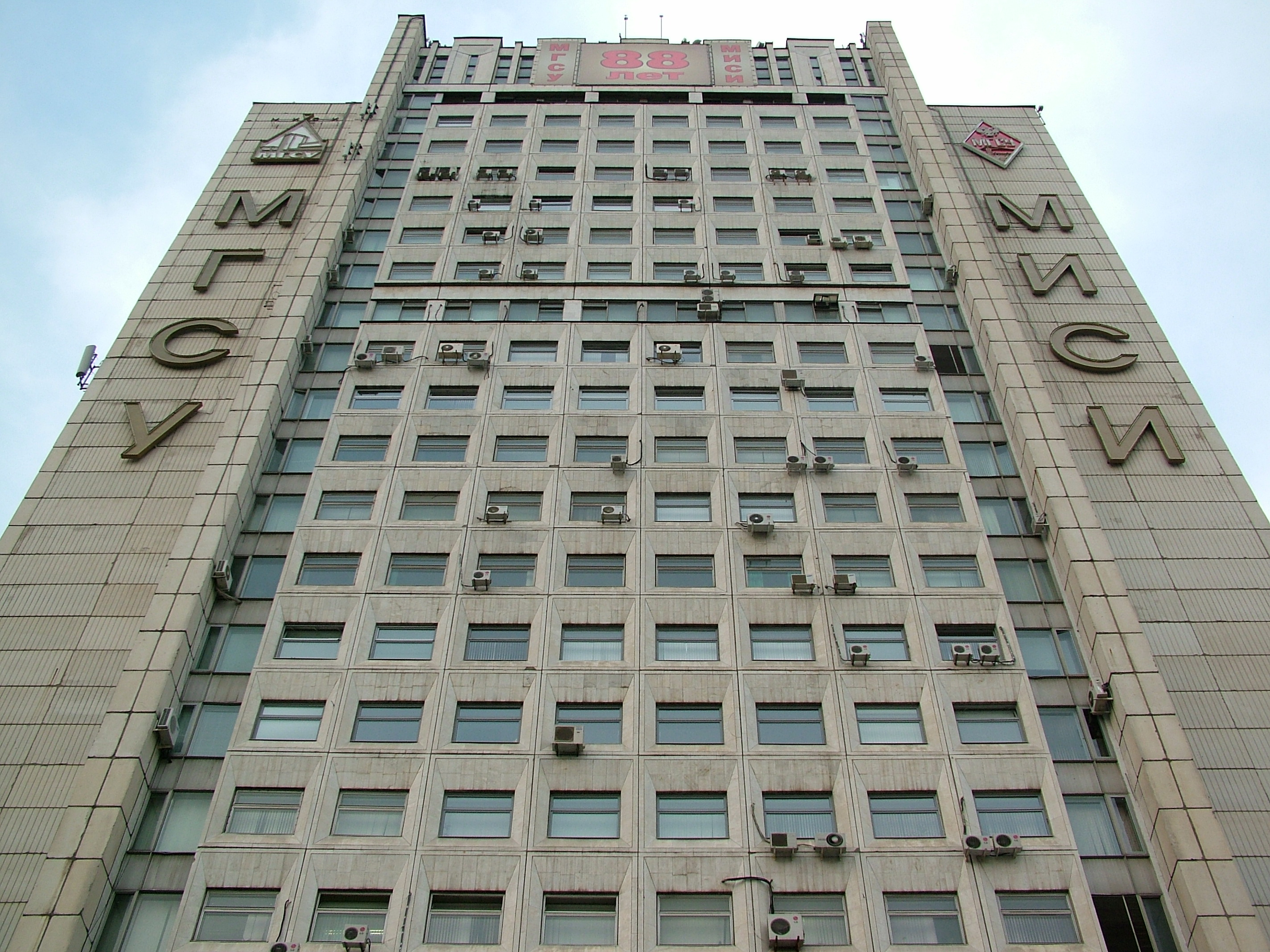
Административный корпус
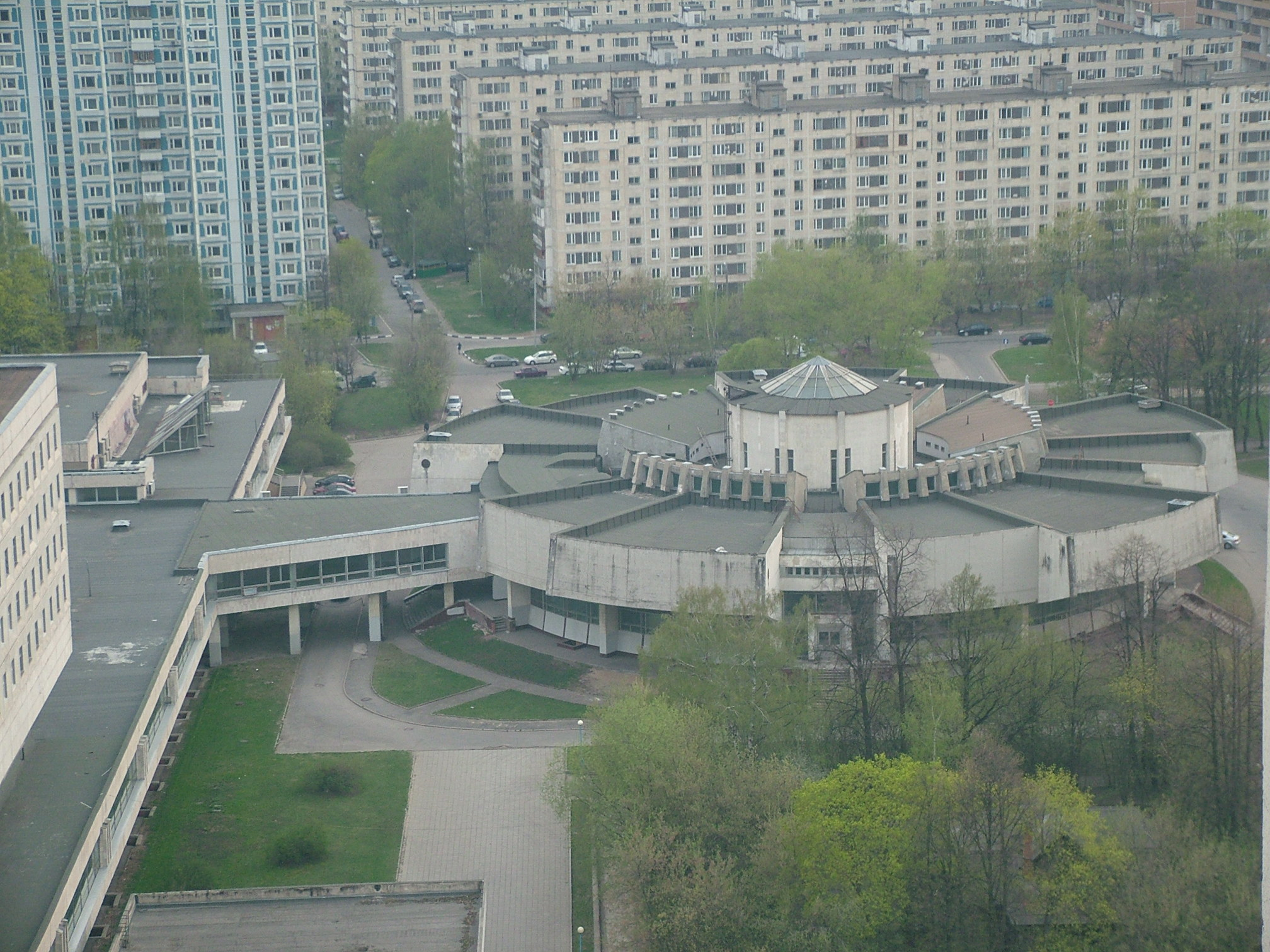
Корпус поточных аудиторий (КПА)
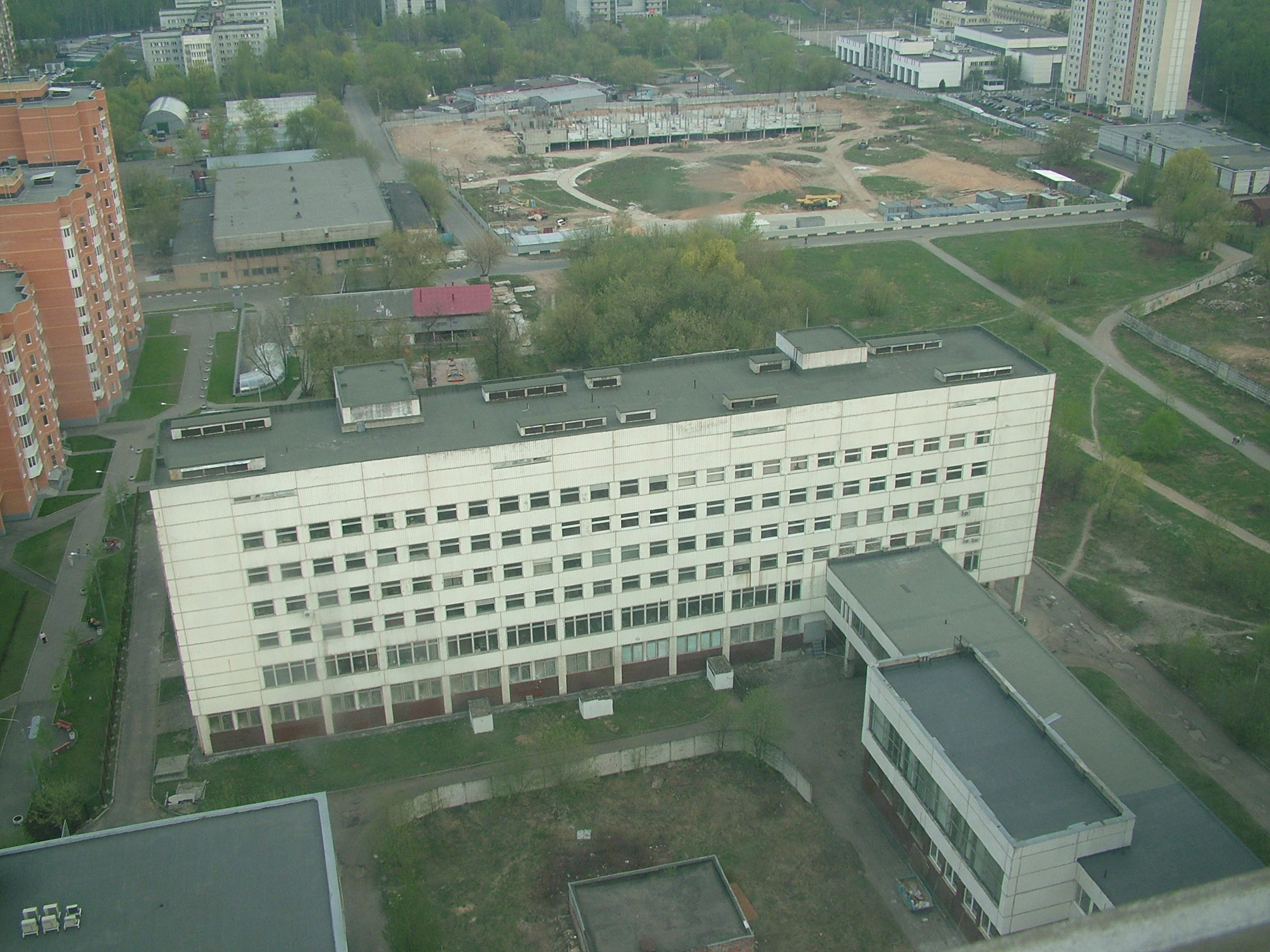
Учебно-лабораторный блок (УЛБ) — корпуса "А", "Б", "В", "Г"
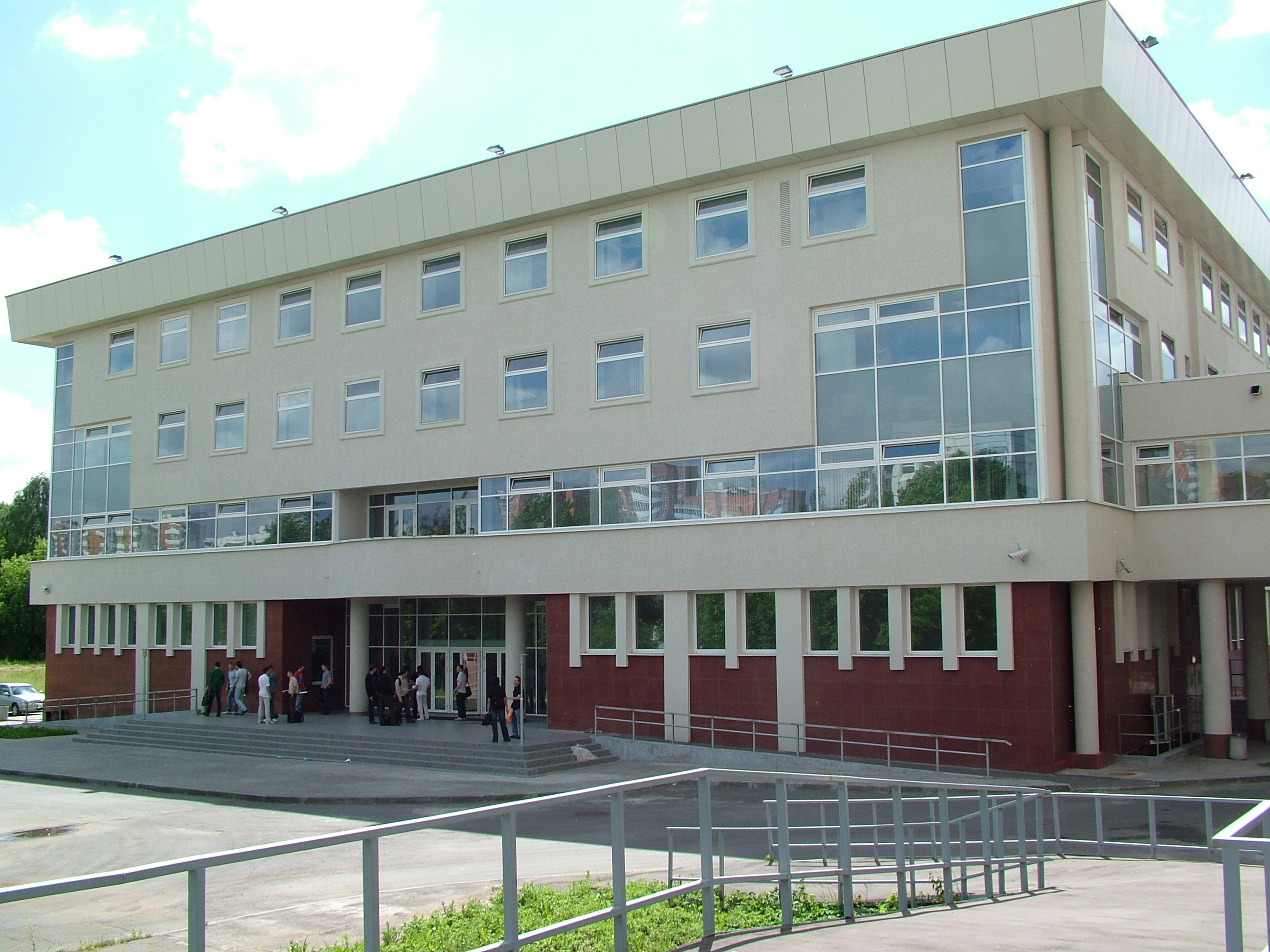
Учебно-лабораторный корпус (УЛК)
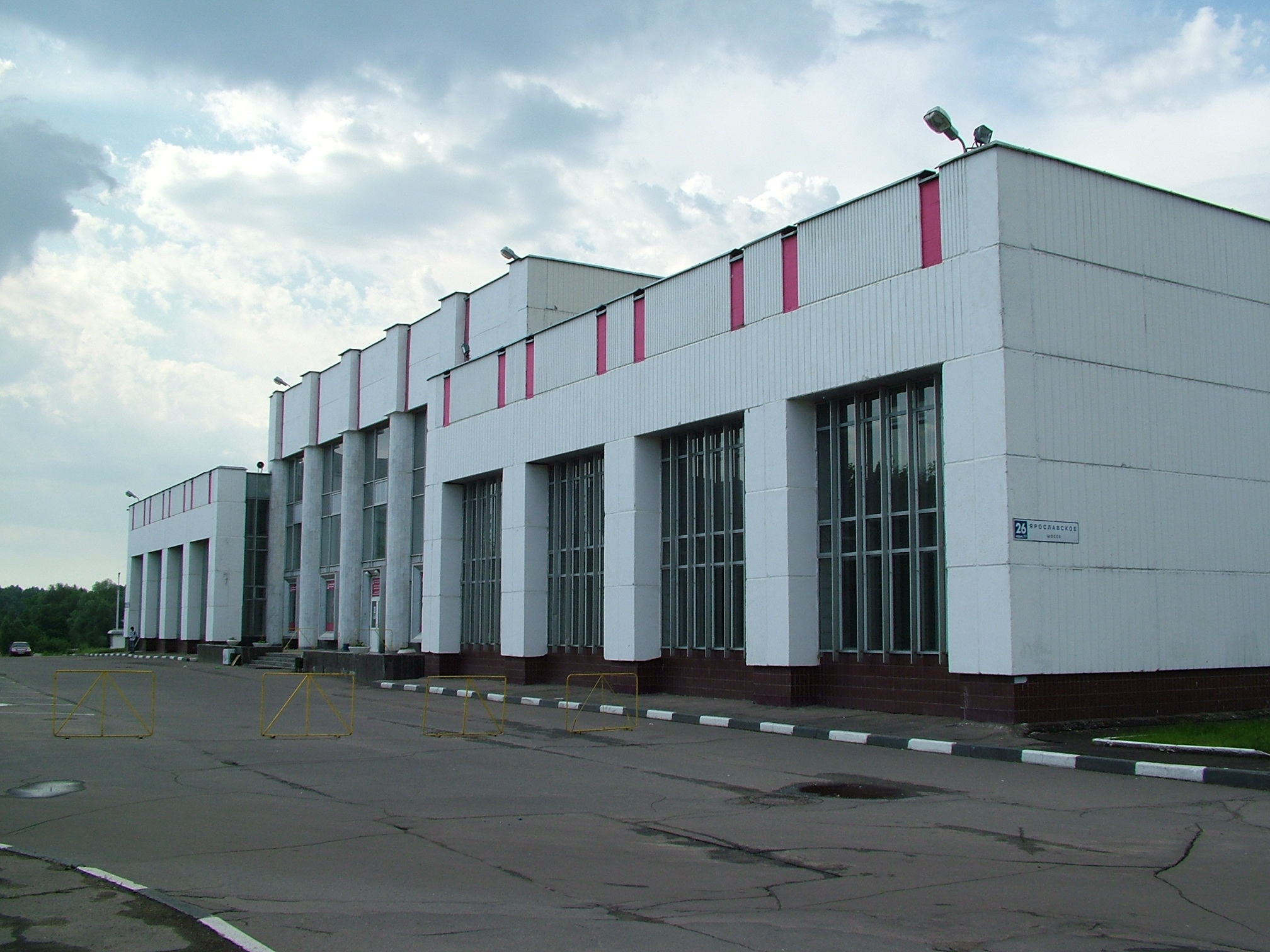
Спортивно-оздоровительный комплекс (СОК)

## Научно-исследовательская деятельность
Важная роль отводится в НИУ МГСУ научно-исследовательской и научно-производственной деятельности. Научная работа проводится по приоритетным направлениям строительного комплекса страны, включая проблемы архитектуры и градостроительства, строительных конструкций, грунтовой среды сооружений, строительного материаловедения, строительных технологий, строительной техники, экологической безопасности строительства, безопасности строительных систем и другие.
В НИУ МГСУ ведётся подготовка кадров высшей научной квалификации по 24 специальностям докторантуры и 40 специальностям аспирантуры, в том числе в области нанотехнологий на базе НОЦ «Нанотехнологии».

## Рейтинги
В соответствии с Указом Президиума Верховного Совета Союза СССР от 15 августа 1946 г. МИСИ им. Куйбышева удостоен ордена Трудового Красного Знамени за выдающиеся заслуги в области подготовки инженерных кадров для строительства и в связи с 25-летием со дня основания.
В 2014 году агентство «Эксперт РА», включило ВУЗ в список лучших высших учебных заведений Содружества Независимых Государств, где ему был присвоен рейтинговый класс «Е».
В 2022 году вуз вошел в Международный рейтинг «Три миссии университета», где занял позицию в диапазоне 1101—1200, (48-53 место среди российских вузов)
.
Также в 2022 году занял 33 место в рейтинге RAEX «100 лучших вузов России» и 42 место в рейтинге влиятельности вузов России (RAEX), 2022.
В 2022 году в предметных рейтингах RAEX занимает 1-е место в направлении «Строительство».
В 2022 году университет входил в топ-800 мировых ВУЗов в глобальном рейтинге Times Higher Education.

## Кампусы и недвижимость
Подразделения университета размещены в зданиях общей площадью 269,5 тыс. м² на территории 117,9 га. В сентябре 2008 года начались занятия в новом учебно-лабораторном комплексе площадью более 11,5 тыс. м². В 2019 году завершено благоустройство паркового пространства в фасадной зоне кампуса. Университет имеет четыре студенческих общежития.
В соответствии с указанием Президента Российской Федерации В. В. Путина от 16 мая 2023 г. №Пр-987 и протоколом совещания у Председателя Правительства Российской Федерации М. В. Мишустина от 18 апреля 2023 г. № 1пр-П49-ММ было решено создать на базе НИУ МГСУ кампус мирового уровня.
Институты и филиалы:
- Институт промышленного и гражданского строительства (ИПГС) НИУ МГСУ;
- Институт архитектуры и градостроительства (ИАГ) НИУ МГСУ;
- Институт гидротехнического и энергетического строительства (ИГЭС) НИУ МГСУ;
- Институт инженерно-экологического строительства и механизации (ИИЭСМ) НИУ МГСУ;
- Институт экономики, управления и коммуникаций в сфере строительства и недвижимости (ИЭУКСН) НИУ МГСУ;
- Институт цифровых технологий и моделирования в строительстве (ИЦТМС) НИУ МГСУ;
- Институт физической культуры и спорта (ИФКС) НИУ МГСУ;
- Институт дистанционного образования (ИДО) НИУ МГСУ;
- Филиал НИУ МГСУ в г. Мытищи;
- Филиал НИУ МГСУ в г. Самара.

## Международные связи
Основными направлениями международной деятельности университета являются:
- сотрудничество с зарубежными научными и учебными центрами, вузами, производственными фирмами и международными фондами в области техники, технологий, экономики, педагогики и культуры;
- подготовка специалистов для зарубежных стран.

В настоящее время университет сотрудничает с зарубежными образовательными центрами Европы, Азии и Америки. Университет участвует в реализации 83 договоров о сотрудничестве с партнёрами из 31 страны мира. В частности, партнёрами университета являются более 60 вузов из 29 стран мира и более 20 научно-исследовательских центров и организаций из 8 зарубежных стран. Университет входит в состав Ассоциации международных отделов технических вузов стран Восточной и Центральной Европы (AMO) и Консорциума московских вузов в Монголии, принимает участие в реализации международных программ Европейской ассоциации строительных факультетов (AECEF), Европейского фонда профессионального образования (TEMPUS — TACIS, SOCRATES — ERASMUS), Международного института инженеров-строителей Великобритании, Международной корпорации иностранных выпускников советских и российских учебных заведений (ИНКОРВУЗ), активно участвует в реализации международной программы Федерального агентства по образованию «Российские вузы в XXI веке».
С 1946 года по настоящее время с целью удовлетворения потребностей научных организаций, учебных заведений, производственных и коммерческих предприятий зарубежных стран в высококвалифицированных кадрах университет ведёт подготовку иностранных специалистов. За время существования вуза подготовлено свыше 3000 иностранных инженеров, кандидатов и докторов наук для 101 страны мира, более 1500 иностранных специалистов прошли здесь научную стажировку. Процесс обучения основан на глубокой интеграции с передовым международным опытом научных исследований в области техники, технологий, экономики, педагогики и культуры.
Университет ведёт активное сотрудничество с международными организациями, среди которых Европейская Ассоциация строительных университетов и факультетов — AECEF, Европейская Ассоциация технических университетов — SEFI, Европейская программа USEET, Американское общество строителей — ASCE, Международное общество компьютерных технологий в строительстве ISCCBE.
МГСУ имеет международную аккредитацию объединённой экспертной комиссии Института инженеров-строителей (ICE) и Института инженеров-проектировщиков (IStRuctE) с регистрацией в Инженерном Совете (EC) Великобритании по специальностям: 270102 «Промышленное и гражданское строительство», 270114 «Проектирование зданий», 270104 «Гидротехническое строительство», 270112 «Водоснабжение и водоотведение» — соответствующим международному уровню подготовки магистров по специальности (MEng).

## Ректоры (директора) МИСИ-МГСУ
- 1921—1934 — Шишкин, Захар Нестерович
- 1934—1942 — Зеньков, Иван Степанович
- 1942—1943 — Корчемский, Моисей Юрьевич
- 1943—1947 — Лазуков, Николай Васильевич
- 1947—1950 — Карпеченко, Михаил Семёнович
- 1950—1956 — Ухов, Борис Сергеевич
- 1956—1958 — Костин, Иван Иванович
- 1958—1983 — Стрельчук, Николай Антонович
- 1983—2003 — Карелин, Владимир Яковлевич
- 2003—2013 — Теличенко, Валерий Иванович
- 2013—2019 — Волков, Андрей Анатольевич
- 2019—2020 — Королёв, Евгений Валерьевич
- с 2020 — Акимов, Павел Алексеевич

## Известные сотрудники
См. Преподаватели МГСУ

## Выпускники
См. Выпускники Московского государственного строительного университета